# Toronto Railway Museum
Toronto Railway Museum är ett järnvägsmuseum i Toronto i Kanada. Museet är beläget i närheten av CN Tower och Union Station.
Toronto Railway Historical Association bildades 2001 för att tillsammans med staden Toronto grunda ett järnvägsmuseum. Museet invigdes 2010. Det är inhyst i John Street Roundhouse, ett stort lokstall med 32 spår, som blev färdigt 1931.

## Bildgalleri

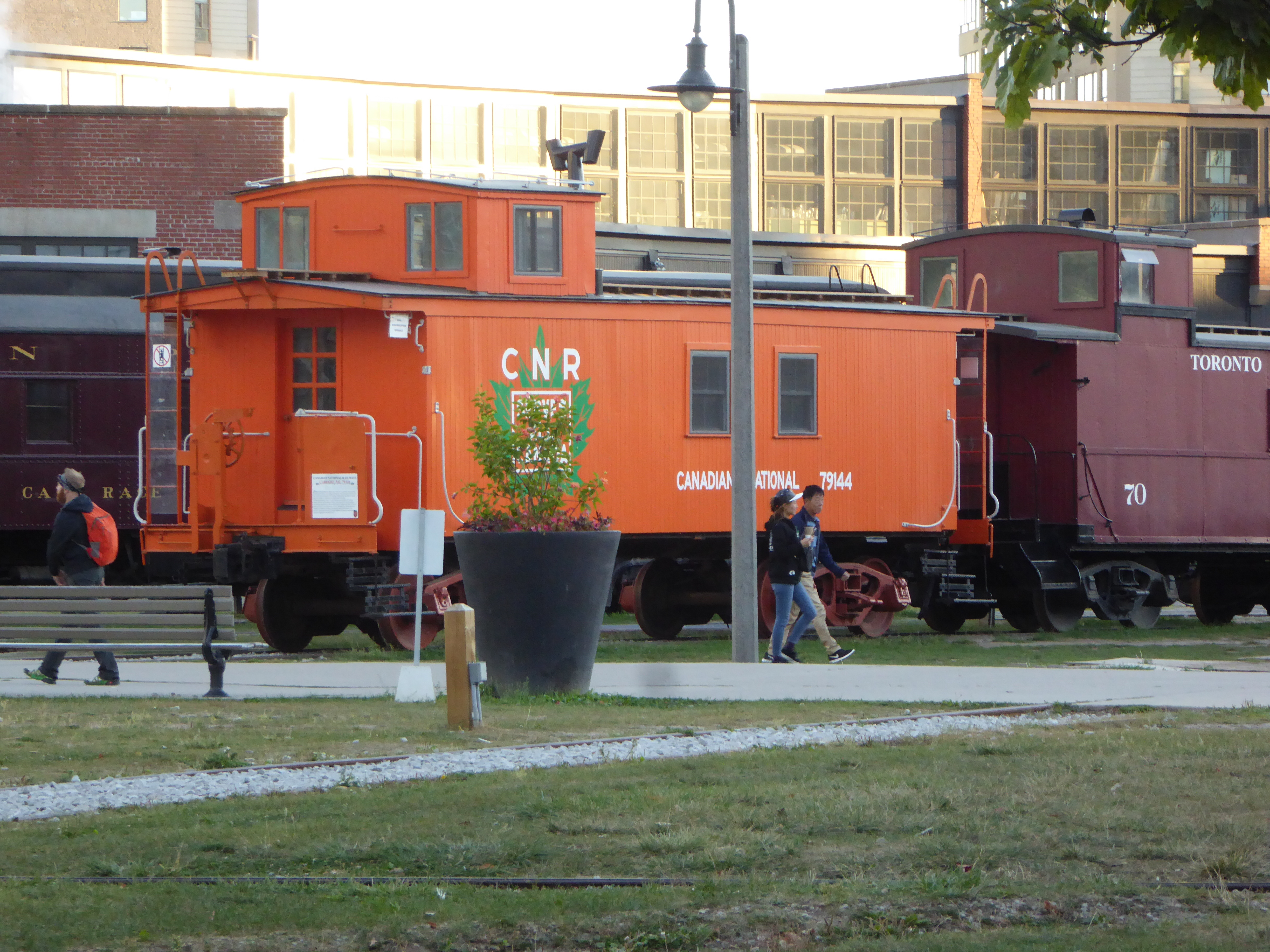
CNR diesellokomotiv
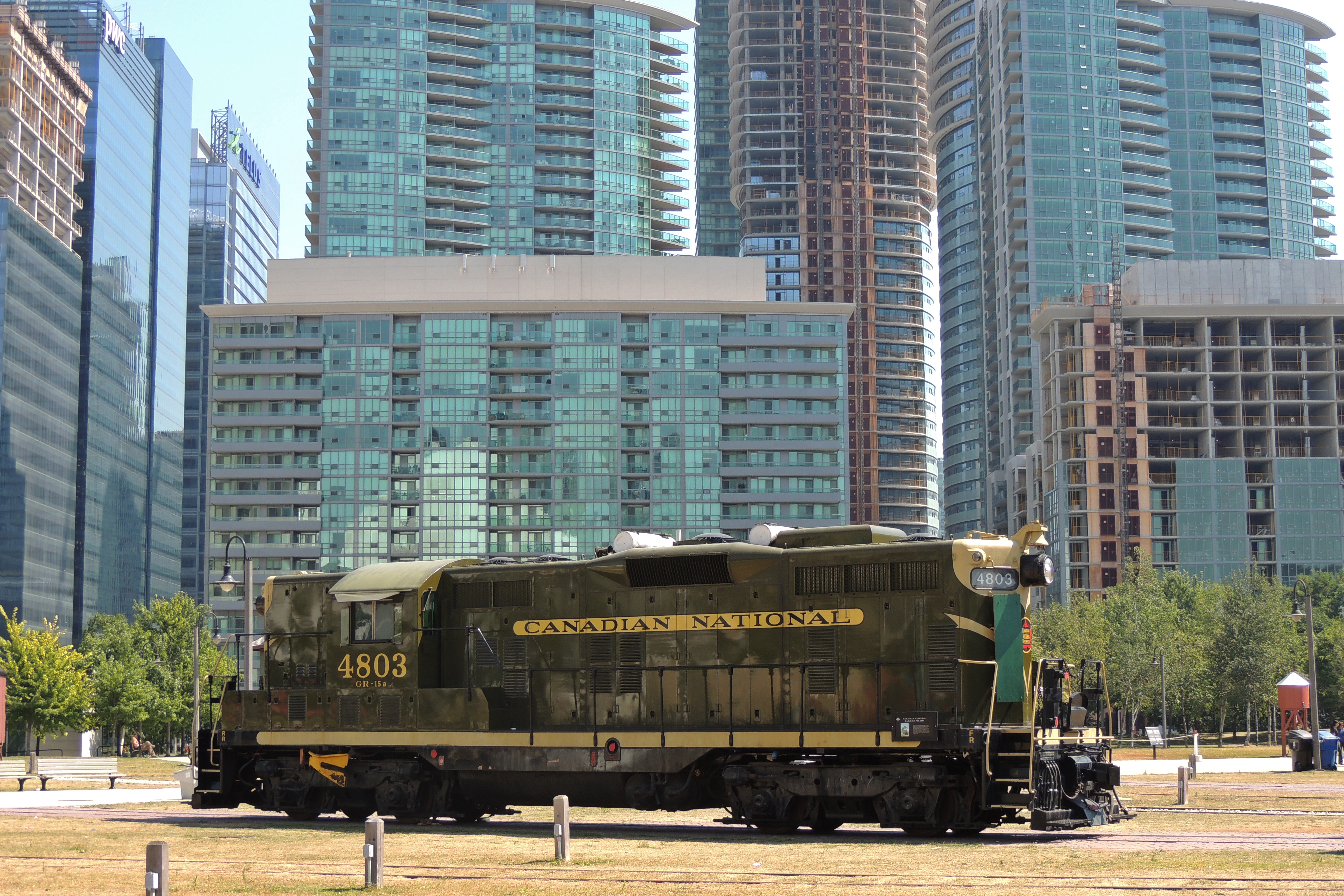
CNR diesellokomotiv
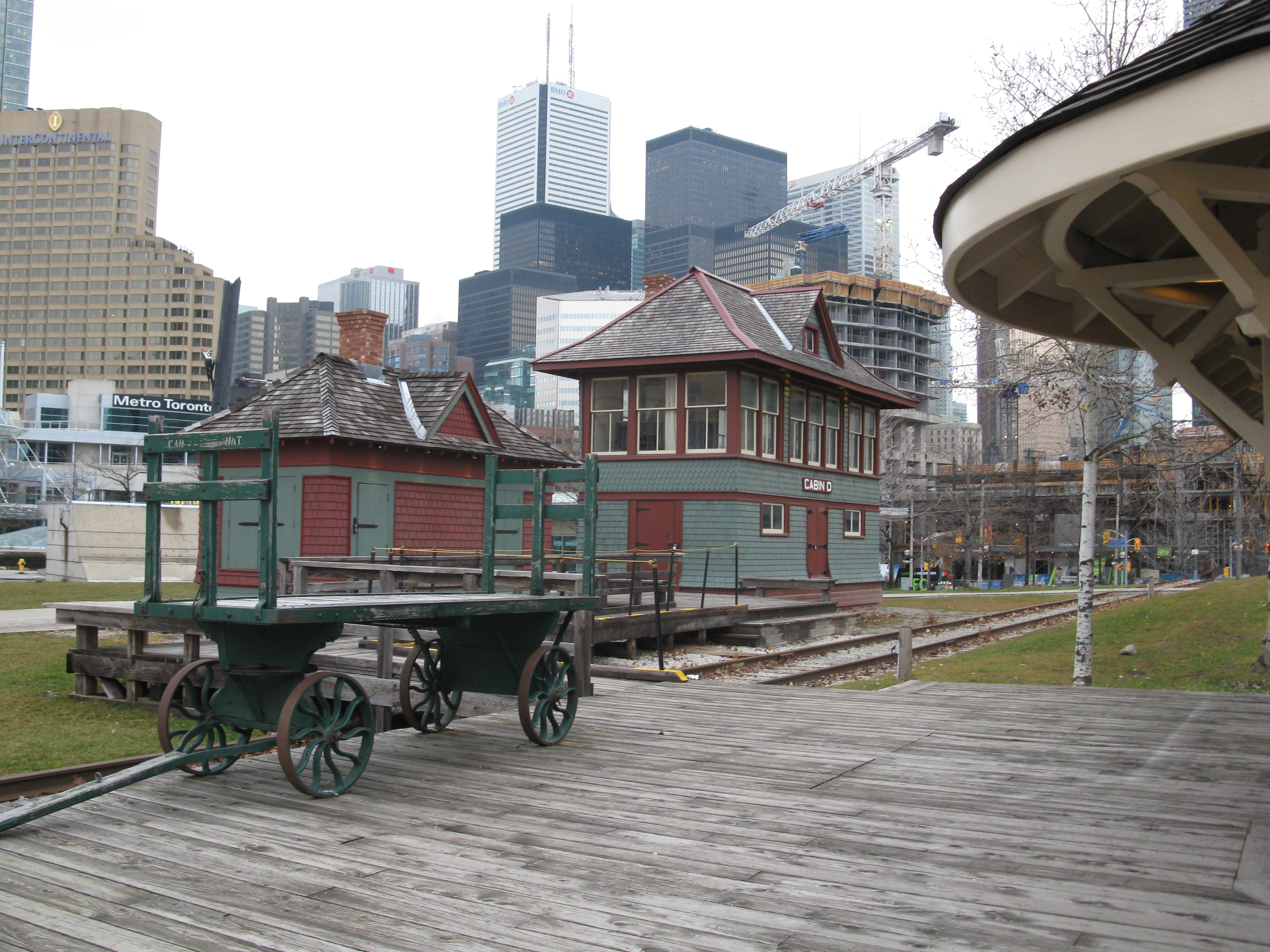
Cabin D
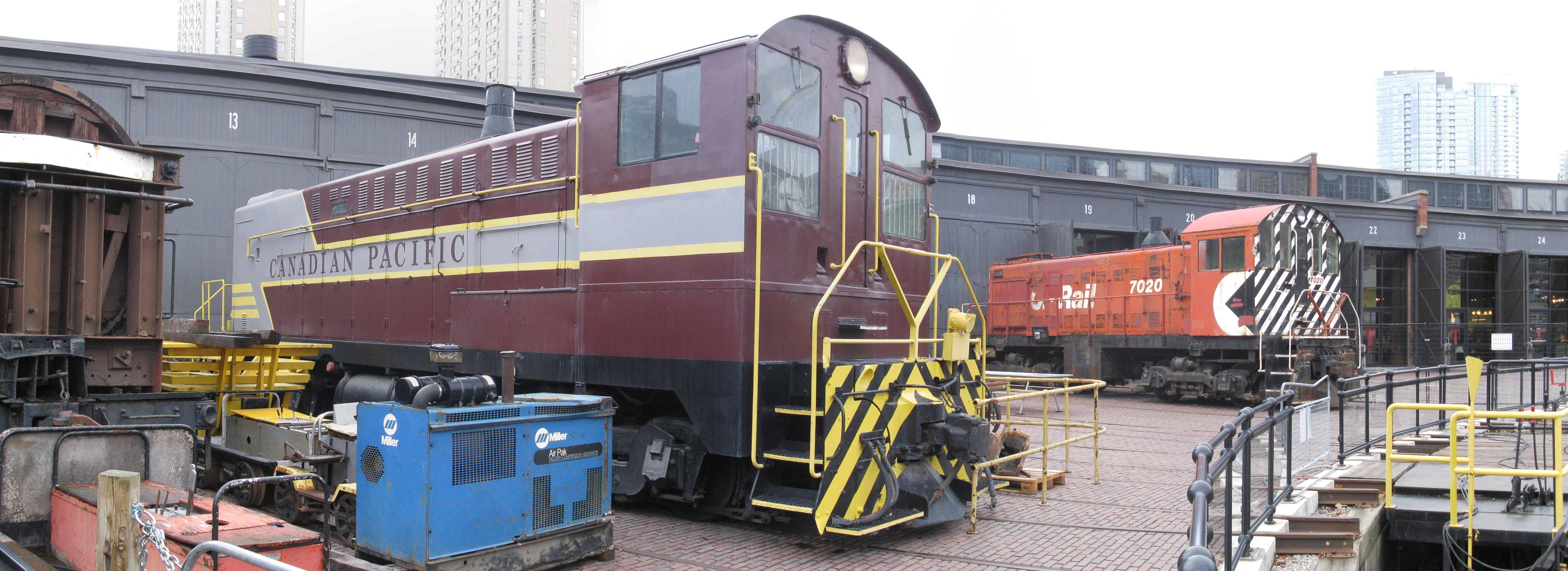
Lokomotiv utanför John Street Roundhouse
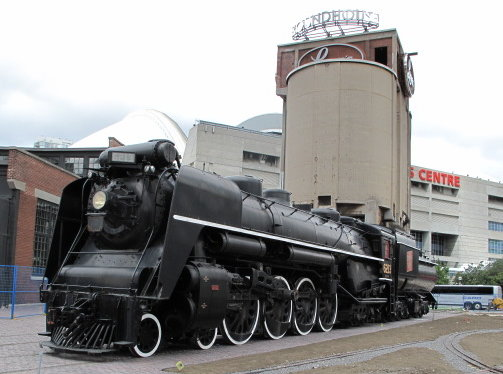
CN 4-8-4 No. 6213 och vattentorn
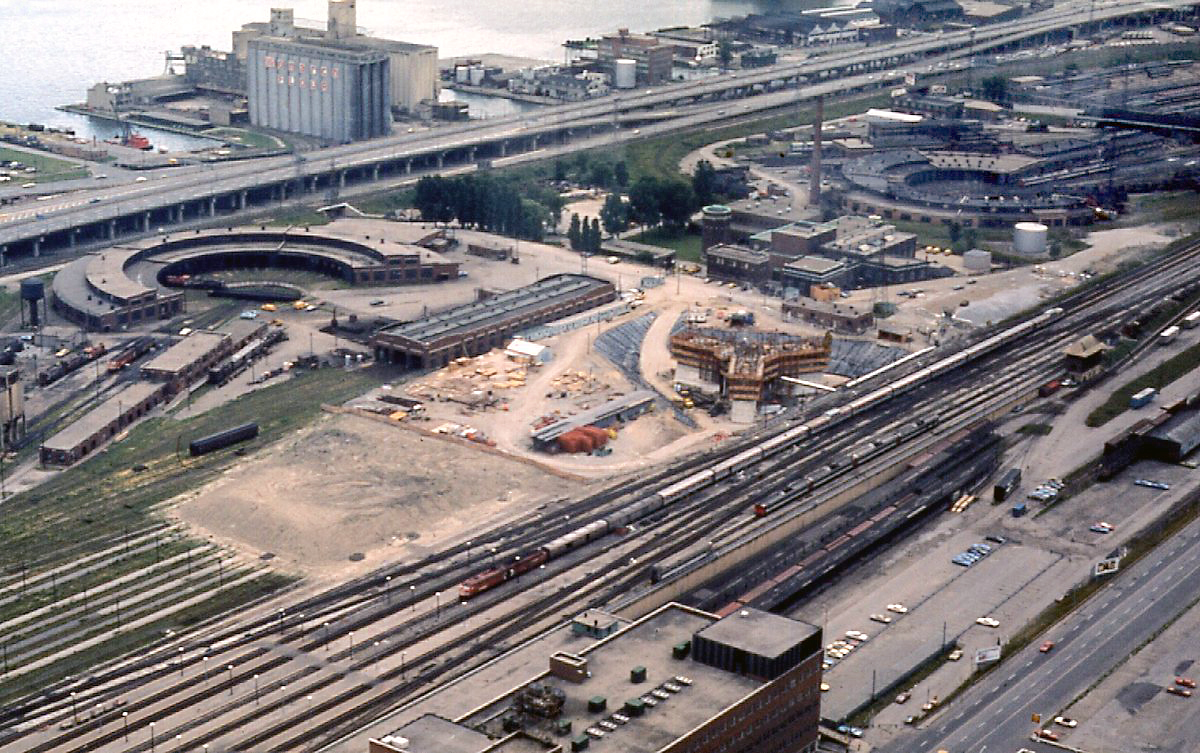
John Street Roundhouse till vänster 1973 vid bygget av CN Tower.
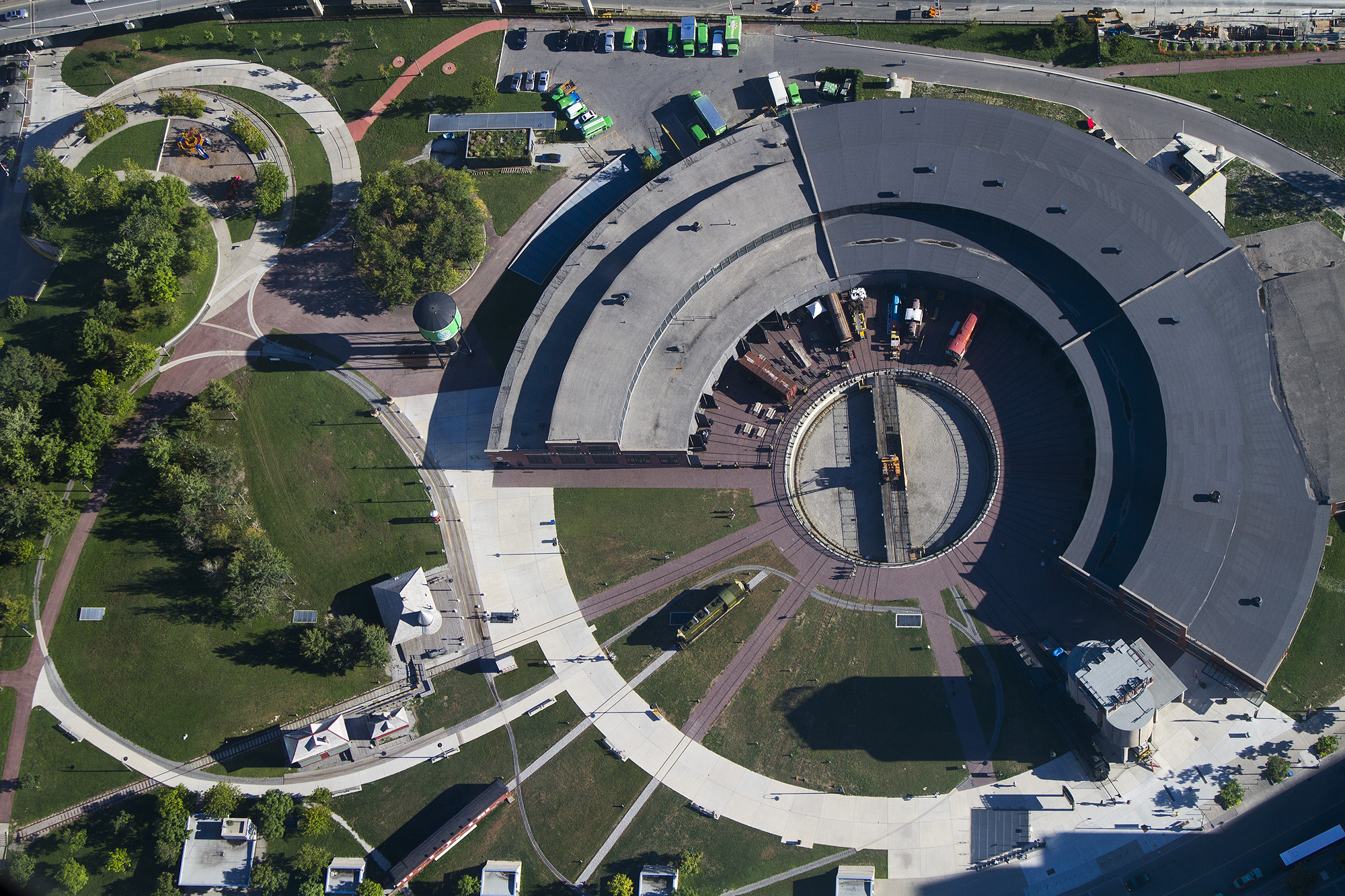
Vy över John Street Roundhouse från CN Tower, 2012
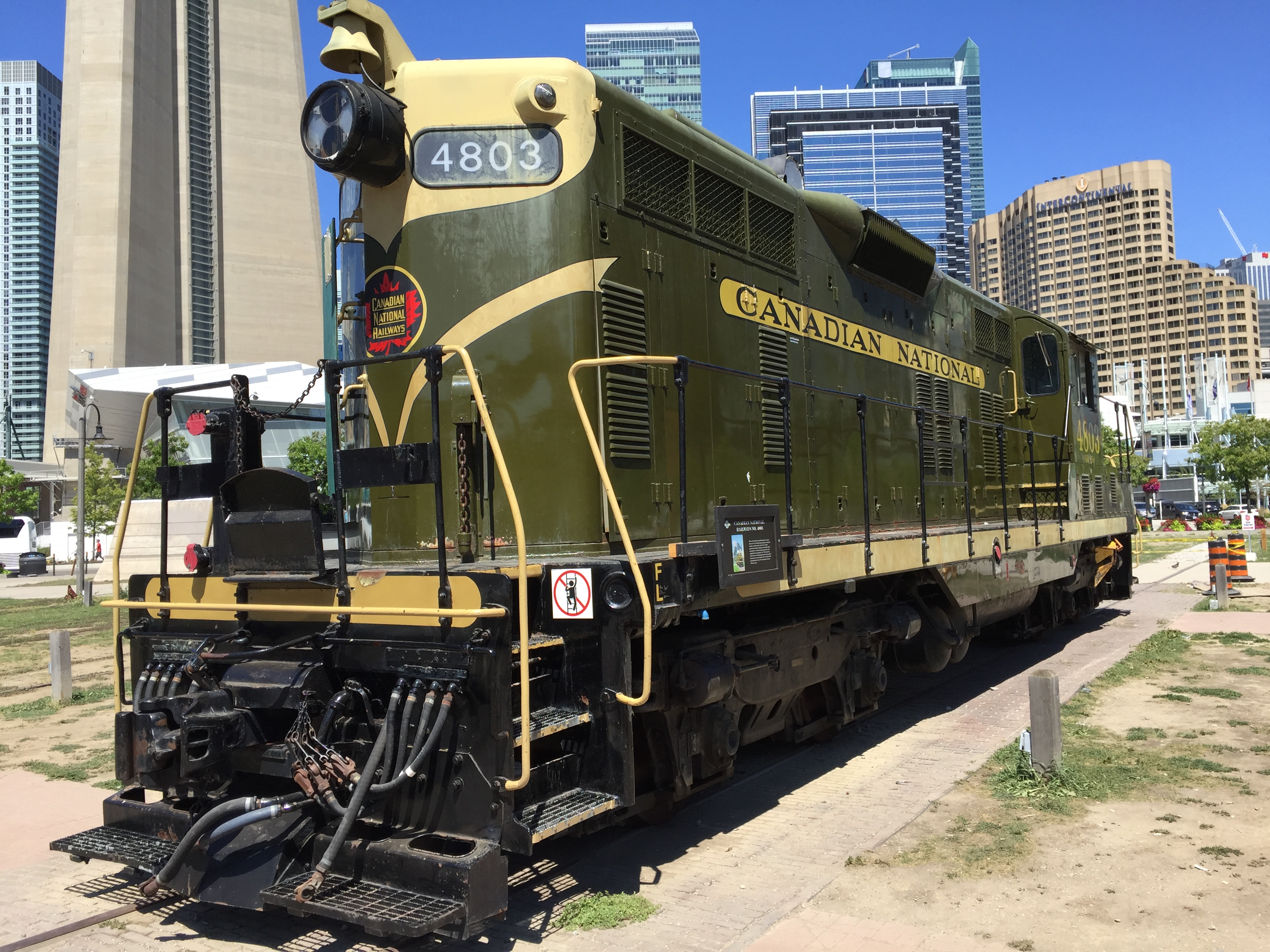
Lokomotiv från Canadian National Railway